# D4L
D4L est un groupe de hip-hop américain, originaire d'Atlanta, Géorgie.

## Biographie
Le rappeur Shawty Lo (né Carlos Walker) fonde le groupe à ses débuts dans la musique. Il explique que le nom est un acronyme pour Down for Life. En 2005, D4L single au label indépendant Dee Money Entertainment. Le groupe se lance avec le single Betcha Can't Do It Like Me, qui atteindra les classements Billboard et considéré comme celui ayant popularisé la musique snap. En janvier 2006, leur single Laffy Taffy atteint la première place du Billboard Hot 100,. Comme pour le groupe Dem Franchize Boyz, D4L fait partie de la scène snap de 2006 de nouveau popularisée par le single Crank That (Soulja Boy) de Soulja Boy Tell 'Em en 2007.
D4L publie son premier album, Down For Life, le 8 novembre 2005, aux labels Dee Money Entertainment et Asylum Records,. Il atteint la 22e place du Billboard 200. Après le succès de leur album, le groupe part en tournée. Le groupe se sépare en 2006.

## Discographie
- 2005 : Down For Life